# 월봉사
월봉사(月峰寺)는 대한민국 울산광역시 동구에 있는 사찰이다. 936년에 창건된 이 절은 대한불교 조계종 제15교구 본사인 통도사의 말사이다. 부속 기관으로 룸비니 유치원과 울산시립요양원이 있다.